# Всё сначала (фильм, 2009)
«Всё сначала» (фр. À l'origine) — французский драматический фильм, поставленный в 2009 году режиссёром Ксавье Джанноли. Премьера фильма состоялась 21 мая 2009 в Каннах, где он боролся за «Золотую пальмовую ветвь» в основном конкурсе 62-го Каннского кинофестиваля. В 2010 году фильм был номинирован в 11 категориях на получение кинопремии «Сезар», в одной из которых он одержал победу.

## Сюжет
Мелкий вор Поль, вышедший из тюрьмы, живёт с того, что ездит из города в город, подделывает документы, арендует по ним строительный инвентарь и перепродаёт его. В одном из городков ему предоставляется возможность провернуть большую, чем прежде, аферу. Некоторое время назад в этом городке планировалось строительство шоссе, но проект был заморожен.
В городе царит безработица, и появление Поля воспринимается всеми как начало новой жизни, ведь он обещает начать строительство заново. Фирма по аренде строительного оборудования предлагает Полю взятку, чтобы он воспользовался именно её услугами, и он уже почти готов смыться с этими деньгами, но что-то не отпускает его. Причин тому много: это и молодая красивая женщина, одарившая его вниманием, и местные детишки, которые презентовали рисунок с надписью «спасибо, патрон», и жажда новой жизни… Сам того не желая, Поль всё больше увязает в строительстве, которое действительно начинается.

## В ролях
| Актёр          | Роль              |
| -------------- | ----------------- |
| Франсуа Клюзе  | Филипп Милле/Поль |
| Эмманюэль Дево | Стефани           |
| Жерар Депардьё | Абель             |
| Соко           | Моника            |
| Венсан Ротье   | Николя            |